# Mahmoud de Ghazni
Pour les articles homonymes, voir Ghazni et Mahmoud, Mahmûd ou Mahmud.

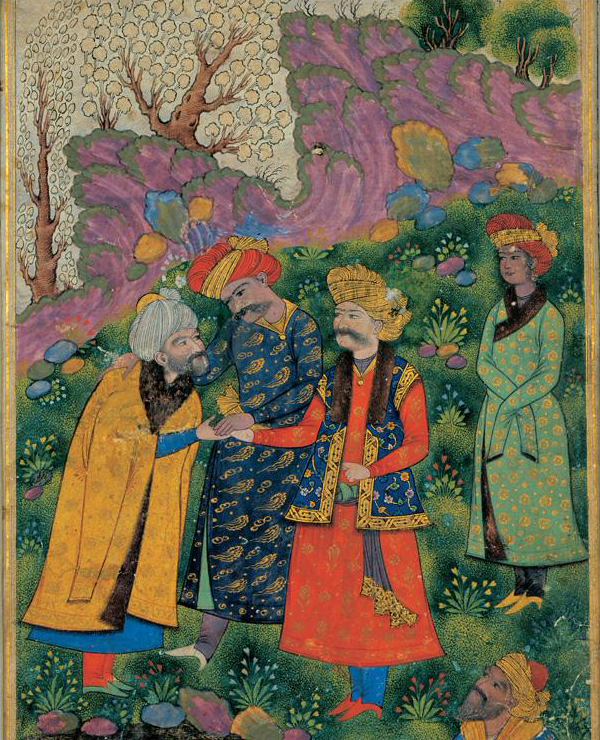
Mahmud et Ayaz
Le sultan est ici à droite, serrant la main du Sheikh, avec Ayaz debout derrière lui. Le personnage à droite est Shah Abbas Ier, qui a régné environ 600 ans plus tard. Musée Reza Abbasi de Téhéran, Iran.

Mahmoud de Ghazni, de son vrai nom Yamîn al-Daoulâ Abu al-Qasim Mahmoud Ibn Soubouktigîn, né le 2 octobre 971 et mort le 30 avril 1030, fut le dirigeant de l'Empire ghaznévide de 998 jusqu'à sa mort.

## Biographie
En 994, Mahmoud est fait gouverneur du Khorassan, avec le titre de Saïf ad-Daoulâ — épée de l'État. Deux ans plus tard, son père Subuktigîn meurt dans la région de Balkh, au nord de l'Afghanistan, ayant proclamé son deuxième fils, Ismaïl, son successeur. Dès qu'Ismail est intronisé à Balkh (Afghanistan) , Mahmoud, qui est alors à Nichapour, prend contact avec lui en termes amicaux et lui propose un partage des territoires possédés par leur père à sa mort. Ismaïl rejette sa proposition. Il est aussitôt attaqué par son frère et vaincu. Il est alors ramené au fort de Jourjân, où il est emprisonné. Mahmoud règne alors sans partage sur le Khorassan et Ghazni (une ville au centre de l'Afghanistan) (997).
Durant les deux premières années de son règne, Mahmoud consolide sa position dans Ghazni. Bien que dirigeant d'un État indépendant, Mahmoud fait une allégeance de forme au calife abbasside de Bagdad qui, en retour, l'encourage dans ses conquêtes et le légitime comme gouverneur des terres conquises. La tradition dit que Mahmoud avait fait le vœu de piller l'Inde une fois l'an et de réciter un verset du Coran après chaque destruction de temple. De fait, il y mène dix-sept campagnes de pillage, la première importante en 1001, la dernière en 1026. Ses premières expéditions ciblent le Panjâb et l'Inde du nord-est, tandis que la dernière atteint Somnâth sur la côte sud du Kâthiâwar dans le Goujerat.
Son principal ennemi est Jaipâl — ou Jayapâla Shâhî —, râja de Lâhore et de Kaboul, chassé par le père de Mahmoud de cette dernière ville et qui règne alors sur le Panjâb. En 1001, Mahmoud marche sur l'Inde à la tête de 15 000 cavaliers, Jaipâl le rencontre avec 12 000 cavaliers, 30 000 fantassins et 300 éléphants de guerre. Lors de la bataille, près de Peshâwar, les Indiens, bien que supérieurs en nombre et en équipement, tombent sous les coups de la cavalerie arabe, laissant 15 000 victimes sur le champ de bataille. Jaipâl et quinze de ses proches et officiers sont capturés puis libérés, mais le râja, qui ne supporte pas la défaite, abdique en faveur de son fils Ânandapâla et monte sur son bûcher funéraire qu'il aurait lui-même allumé.
Ânandapâla lance alors un appel à l'aide aux autres râjas indiens, et en 1008, une grande armée est levée. Les deux combattants se retrouvent entre Und et Peshâwar et se font face durant 40 jours. Mahmoud réussit finalement à forcer Ânandapâla à l'attaquer. La bataille, un moment incertaine, tourne à son désavantage, lorsque l'éléphant d'Ânandapâla, soudainement affolé, fait demi-tour et échappe à tout contrôle. Les troupes indiennes, croyant leur chef en fuite, se débandent, abandonnant un champ de bataille couvert de leurs morts. Rien ne résistera plus à Mahmoud dans ses campagnes de pillage.
De retour avec un immense butin et le Panjâb annexé, Mahmoud transforme Ghazni en un grand centre d'art et de culture qui accueille un grand nombre de savants et d'artistes, parmi lesquels Firdawsi et Al-Birouni. Il fonde une université, trace des jardins et construit mosquées et palais.
En 1018, il pille Kânauj et Mathura et ramène 53 000 captifs, ce qui cause l'effondrement des cours sur le marché aux esclaves de Ghazni. Les prisonniers de guerre seront en partie intégrés aux soldats de Mahmoud, guerriers appelés Ghulam. En 1021-1022, il abat la puissance des Tchandelâ. Mahmoud effectue sa dernière expédition en 1024-1026, expédition restée célèbre par l'ampleur de ses destructions. Il détruit les temples d'Ajmer, puis prend la direction du riche Goujerat qu'il n'a pas encore mis à sac. Il redescend sur la côte méridionale du Kâthiâwar le long de la mer d'Arabie, attaque la ville sainte de Somnāth qui se défend chèrement, et la rase ainsi que son temple dédié à Shiva, un des plus importants de l'Inde où officie un millier de brahmanes et qui entretient trois cents musiciens et danseurs.
Mahmoud passe les dernières années de sa vie à combattre des tribus venant de l'Asie centrale qui menacent son empire. À la fin de sa vie, il ne reste plus guère de temples debout dans les villes de Vârânasî, Mathura, Ujjain, Maheshwar, Jwalamukhi, et Dvârakâ. À sa mort, causée par la malaria, les Ghaznévides entrent dans une lente décadence. Après la bataille de Dandanakan (mai 1040), perdue par Masud, fils de Mahmoud, les soldats continuent leur exode : ce fut là la création du peuple rom[réf. nécessaire].

## Chronologie
- 1000 : Mahmoud de Ghazni défait le râja Jaipâl et s'empare de Peshâwar.
- 1004 : Mahmoud traverse l'Indus et pille la région de Bhatiya. Il convertit de force les habitants de Ghor.
- 1005 : Mahmoud attaque le râja Ânandapâla, il s'empare d'un immense butin.
- 1008 : Il envahit le Panjâb après sa victoire sur les Indiens à Peshâwar.
- 1010 : Mahmoud de Ghazni envahit le royaume de Multan en Inde.
- 1011 : Il pille la ville de Thâneshvar et détruit le temple de Chakrasvamin.
- 1013 : Mahmoud attaque Trilochanapâla, le fils d'Ânandapâla et pille le Cachemire et le Panjâb.
- 1018 : La ville indienne de Kânauj est entièrement détruite, le grand temple de Mathura et tous les temples secondaires sont incendiés.
- 1019 : Mahmoud rentre à Ghazni avec 53 000 esclaves et un énorme butin.
- 1025 : Il attaque la ville sainte de Somnâth dans le Kâthiâwar, 50 000 Indiens perdent la vie durant le pillage et le lingam du temple est détruit et ses morceaux intégrés au pavement de mosquées à La Mecque et Médine.
- 1030 : Mort de Mahmoud de Ghazni.